# 인텔 810

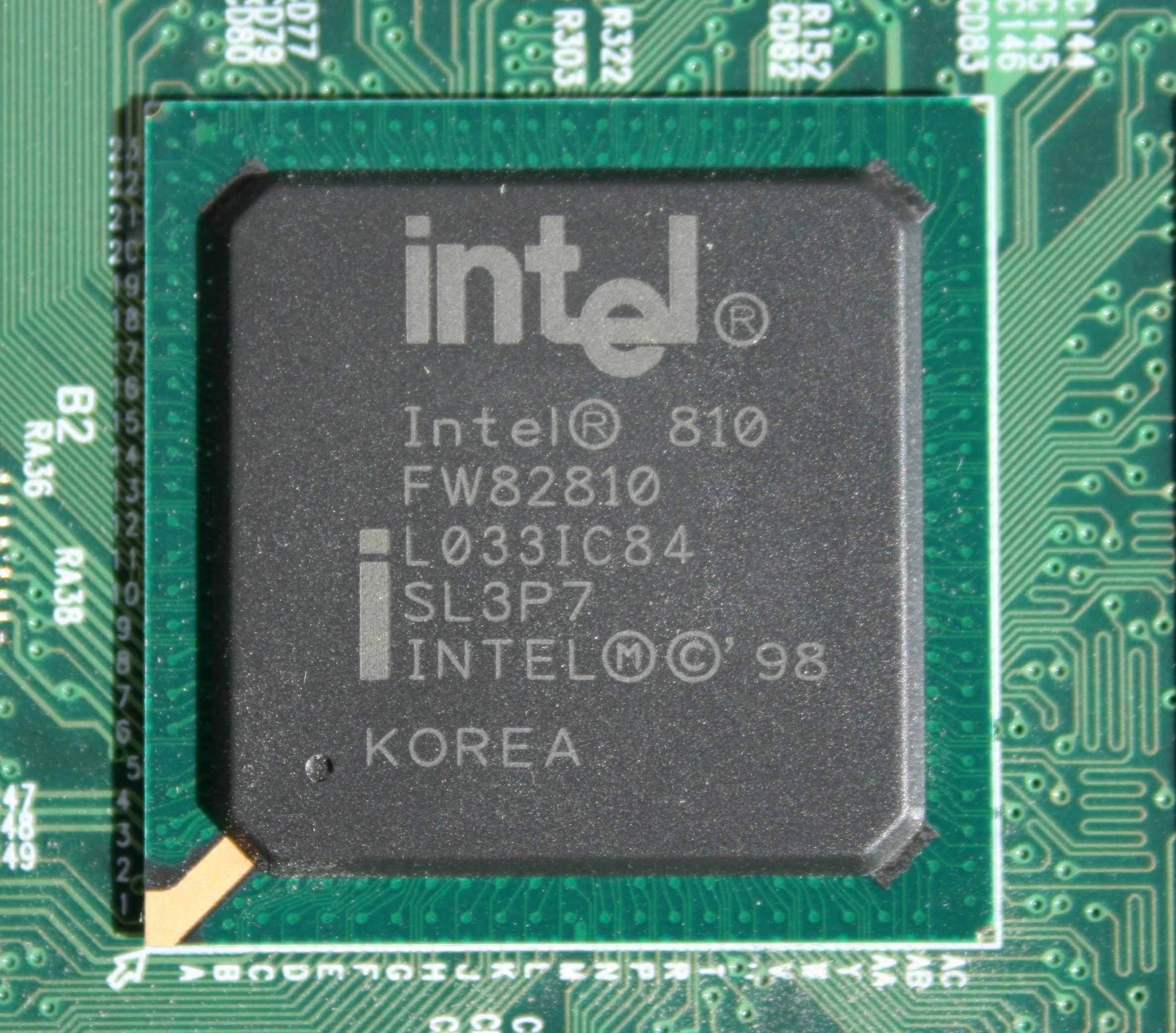
인텔 810 칩셋의 노스브리지

인텔 810(Intel 810) 칩셋은 펜티엄 III 및 셀러론 프로세서를 포함한 P6 기반 소켓 370 CPU 시리즈용 플랫폼으로 코드명 "Whitney"로 1999년 초 인텔에서 출시되었다. 일부 마더보드 설계에는 구형 인텔 CPU용 슬롯 1 또는 소켓 370과 슬롯 1의 조합이 포함되어 있다. 이 제품은 통합 그래픽을 갖춘 단일 프로세서 예산 시스템을 위한 강력한 플랫폼을 제공하면서 저가형 시장 부문을 대상으로 했다. 810은 더 나은 I/O 처리량과 인텔740에서 파생된 통합 GPU를 갖춘 허브 아키텍처를 통합한 인텔의 첫 번째 칩셋 설계였다.

## 개요
810에는 5가지 변형이 있다.
- 810-L: microATX(4 PCI), 디스플레이 캐시 없음, ATA33 하드 디스크 인터페이스.
- 810: microATX(4 PCI), 디스플레이 캐시 없음, ATA33 및 ATA66.
- 810-DC100: ATX(6 PCI), 4MB 디스플레이 캐시(AIMM), ATA33 및 ATA66.
- 810E: 133MHz FSB, 펜티엄 III 또는 셀러론 "코퍼마인-EB" 시리즈 CPU에 대한 지원이 추가되었다.
- 810E2: 130nm "Tualatin" 코어, ATA100 및 4개의 USB 1.1 포트를 갖춘 펜티엄 III 및 셀러론 CPU에 대한 지원이 추가되었다.

인텔 810은 가능한 한 많은 기능을 마더보드에 통합하려고 시도했다. 기능은 다음과 같다:
- 66 및 100MHz 버스 지원
- USB 포트 2개
- 통합 그래픽 프로세서.
  - 인텔740 2D/3D 가속기(i752)를 기반으로 한다.
  - 전용 비디오 RAM 캐시 옵션 또는 시스템 RAM 사용.
  - DVD 재생을 위한 하드웨어 모션 보상.
  - 디지털 비디오 출력
- AC'97 모뎀 및 오디오

## 같이 보기
- 인텔 칩셋 목록
- P6 (마이크로아키텍처)